# يوجيل أويار
يوجيل أويار (بالتركية: Yücel Uyar)‏ هو لاعب كرة قدم ومدرب كرة قدم تركي في مركز الوسط، ولد في 2 أبريل 1960 في سامسون في تركيا. لعب مع سامسون سبور.

## وصلات خارجية
- يوجيل أويار على موقع اتحاد تركيا (لاعب) (الإنجليزية)
- يوجيل أويار على موقع اتحاد تركيا (مدرب) (الإنجليزية)
- يوجيل أويار على موقع قاعدة بيانات كرة القدم.إي يو (الإنجليزية)